# 巨勢堺麻呂
巨勢 堺麻呂（こせ の さかいまろ/せきまろ）は、奈良時代の公卿。名は関麻呂とも記される。左大臣・巨勢徳多の曾孫。従五位上・巨勢小邑治の子。伯父の中納言・巨勢邑治の養子。官位は従三位・参議。

## 経歴
天平14年（742年）内位の従五位下に叙せられる。早くも翌天平15年（743年）従五位上に昇叙されると、天平19年（747年）正五位下、天平20年（748年）正五位上と聖武朝末にかけて急速に昇進を果たす。またこの間、式部少輔・大輔を歴任している。
天平勝宝元年（749年）7月の孝謙天皇の即位に伴って従四位下に昇叙され、同年8月に皇后宮職が紫微中台に改められると紫微少弼を兼ねる。その後暫く昇進が止まるが、天平勝宝9歳（757年）6月に発生した橘奈良麻呂の乱において、薬の処方を受けるために答本忠節の邸宅を訪ねた際に、大伴古麻呂や小野東人が反乱を計画していること、この計画を知った忠節が右大臣・藤原豊成に報告を行っているとの情報を得て、これを孝謙天皇に密かに上奏する。この功労により7月に入って三階昇進して従三位兼左大弁に叙任され、8月には参議に任ぜられ公卿に列した。
天平宝字2年（758年）淳仁天皇の即位後まもなく官職名の唐風改易が行われたが、大保・藤原恵美押勝らとともに改易の勅を奉じた公卿に名を連ねている。その後、病気のため出仕できなくなり、期限の到来により参議を解任された。天平宝字5年（761年）4月9日薨去。最終官位は散位従三位。

## 官歴
| 和暦                | 西暦          | 叙位任官など                                                       |
| ------------------- | ------------- | ------------------------------------------------------------------ |
| 天平14年1月7日      | 742年2月16日  | 従五位下（授内階）                                                 |
| 天平15年5月5日      | 743年6月1日   | 従五位上                                                           |
| 天平17年9月13日     | 745年10月12日 | 式部少輔                                                           |
| 天平18年11月5日     | 746年12月21日 | 式部大輔                                                           |
| 天平19年1月20日     | 747年3月5日   | 正五位下                                                           |
| 天平20年2月19日     | 748年3月22日  | 正五位上                                                           |
| 天平勝宝元年7月2日  | 749年8月19日  | 従四位下                                                           |
| 天平勝宝元年8月10日 | 749年9月25日  | 兼紫微少弼                                                         |
| 天平勝宝5年4月22日  | 753年5月29日  | 丹波守                                                             |
| 天平勝宝8歳12月30日 | 757年1月24日  | 孝謙天皇の勅により皇太子（道祖王）と共に東大寺にて梵網経を講じる。 |
| 天平勝宝9歳5月20日  | 757年6月11日  | 従四位上                                                           |
| 天平勝宝9歳6月16日  | 757年7月6日   | 下総守                                                             |
| 天平勝宝9歳7月5日   | 757年7月25日  | 従三位                                                             |
| 天平勝宝9歳7月9日   | 757年7月29日  | 兼左大弁                                                           |
| 天平勝宝9歳8月4日   | 757年8月23日  | 参議（兵部卿も兼ねるが任官時期不明）                               |
| 天平宝字2年8月25日  | 758年10月1日  | 見参議紫微大弼兼兵部卿侍従下総守                                   |

## 系譜
- 父：巨勢小邑治[3]
- 母：不詳
- 妻：不詳
  - 男子：巨勢苗麻呂[4]（?-787）